# Pierwszy rząd Mikuláša Dzurindy
Pierwszy rząd Mikuláša Dzurindy – wielopartyjny gabinet rządzący Słowacją od 30 października 1998 do 15 października 2002.
Rząd został utworzony po wyborach z 25 i 26 września 1998. Najwięcej mandatów uzyskał w nich rządzący Ruch na rzecz Demokratycznej Słowacji, ostatecznie pozostał w opozycji. Koalicję zawiązały Słowacka Koalicja Demokratyczna (SDK), Partia Węgierskiej Koalicji (SMK), Partia Demokratycznej Lewicy (SDĽ) i Partia Porozumienia Obywatelskiego (SOP).

## Skład rządu

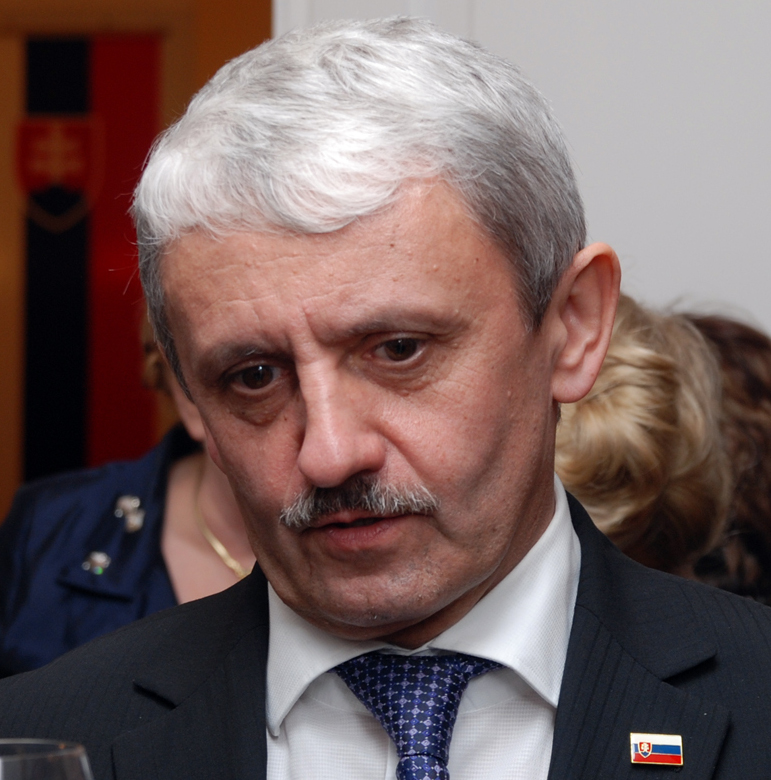
Premier Mikuláš Dzurinda

| Ministerstwo                                                                | Minister             | Partia | Od                   | Do                   |
| --------------------------------------------------------------------------- | -------------------- | ------ | -------------------- | -------------------- |
| Premier                                                                     | Mikuláš Dzurinda     | SDK    | 30 października 1998 | 15 października 2002 |
| Wicepremier do spraw gospodarczych                                          | Ivan Mikloš          | SDK    | 30 października 1998 | 15 października 2002 |
| Wicepremier do spraw legislacyjnych                                         | Ľubomír Fogaš        | SDĽ    | 30 października 1998 | 15 października 2002 |
| Wicepremier do spraw integracji europejskiej                                | Mária Kadlečíková    | SOP    | 30 października 1998 | 4 maja 2001          |
| Wicepremier do spraw integracji europejskiej                                | Pavol Hamžík         | SOP    | 30 maja 2001         | 15 października 2002 |
| Wicepremier do spraw praw człowieka i mniejszości oraz rozwoju regionalnego | Pál Csáky            | SMK    | 30 października 1998 | 15 października 2002 |
| Minister spraw zagranicznych                                                | Eduard Kukan         | SDK    | 30 października 1998 | 15 października 2002 |
| Minister gospodarki                                                         | Ľudovít Černák       | SDK    | 30 października 1998 | 20 października 1999 |
| Minister gospodarki                                                         | Ľubomír Harach       | SDK    | 21 października 1999 | 15 października 2002 |
| Minister obrony                                                             | Pavol Kanis          | SDĽ    | 30 października 1998 | 2 stycznia 2001      |
| Minister obrony                                                             | Jozef Stank          | SDĽ    | 2 stycznia 2001      | 15 października 2002 |
| Minister spraw wewnętrznych                                                 | Ladislav Pittner     | SDK    | 30 października 1998 | 14 maja 2001         |
| Minister spraw wewnętrznych                                                 | Ivan Šimko           | SDK    | 14 maja 2001         | 15 października 2002 |
| Minister finansów                                                           | Brigita Schmögnerová | SDĽ    | 30 października 1998 | 29 stycznia 2002     |
| Minister finansów                                                           | František Hajnovič   | SDĽ    | 29 stycznia 2002     | 15 października 2002 |
| Minister kultury                                                            | Milan Kňažko         | SDK    | 30 października 1998 | 15 października 2002 |
| Minister ds. prywatyzacji                                                   | Mária Machová        | SOP    | 30 października 1998 | 15 października 2002 |
| Minister zdrowia                                                            | Tibor Šagát          | SDK    | 30 października 1998 | 10 lipca 2000        |
| Minister zdrowia                                                            | Roman Kováč          | SDK    | 10 lipca 2000        | 15 października 2002 |
| Minister edukacji                                                           | Milan Ftáčnik        | SDĽ    | 30 października 1998 | 18 kwietnia 2002     |
| Minister edukacji                                                           | Peter Ponický        | SDĽ    | 18 kwietnia 2002     | 15 października 2002 |
| Minister sprawiedliwości                                                    | Ján Čarnogurský      | SDK    | 30 października 1998 | 15 października 2002 |
| Minister pracy, spraw społecznych i rodziny                                 | Peter Magvaši        | SDĽ    | 30 października 1998 | 15 października 2002 |
| Minister środowiska                                                         | László Miklós        | SMK    | 30 października 1998 | 15 października 2002 |
| Minister rolnictwa                                                          | Pavel Koncoš         | SDĽ    | 30 października 1998 | 15 października 2002 |
| Minister transportu, poczty i telekomunikacji                               | Gabriel Palacka      | SDK    | 30 października 1998 | 11 sierpnia 1999     |
| Minister transportu, poczty i telekomunikacji                               | Jozef Macejko        | SDK    | 12 sierpnia 1999     | 22 czerwca 2002      |
| Minister transportu, poczty i telekomunikacji                               | Ivan Mikloš          | SDK    | 22 czerwca 2002      | 15 października 2002 |
| Minister budownictwa i rozwoju regionalnego                                 | István Harna         | SMK    | 30 października 1998 | 15 października 2002 |